# Bulbophyllum stabile
Bulbophyllum stabile là một loài phong lan thuộc chi Bulbophyllum.